# Ononis pinnata
Ononis pinnata är en ärtväxtart som beskrevs av Felix de Silva Avellar Brotero. Ononis pinnata ingår i släktet puktörnen, och familjen ärtväxter. IUCN kategoriserar arten globalt som livskraftig. Inga underarter finns listade i Catalogue of Life.